# Вотрин, Валерий Генрихович
Вале́рий Ге́нрихович Во́трин (нидерл. Valéry Votrin, род. 2 марта 1974, Ташкент, Узбекская ССР, СССР) — бельгийский писатель русского происхождения.

## Биография
Окончил романо-германский факультет Ташкентского университета. Работал переводчиком, координатором экологических программ. В 2000 году перебрался на жительство в Бельгию. Защитил магистерскую и докторскую диссертации в Брюссельском университете по специальности «экология». В 2007-2014 годах жил в Москве. В 2014 году вернулся в Европу: жил в Бате (Великобритания), с 2021 года живет в Нидерландах. Работает консультантом в экологической консалтинговой компании.

## Творчество
Первая публикация новелл — в 1995 году в журнале «Звезда Востока». Романы, повести и новеллы публиковались в журналах «Звезда Востока», «Новая Юность», TextOnly, «Новый журнал», «Крещатик», «Русская проза» и др., альманахах «Побережье», «Диалог». Автор книг прозы «Жалитвослов» (2007), «Последний магог» (2009), «Логопед» (2012). Финалист Премии Андрея Белого (2009), номинант Русской премии (2009), премии «Большая книга» (2010, 2013), премии «Русский Букер» (2013), премии имени Александра Пятигорского (2013).
Переводил романы и рассказы Фланна О’Брайена, Рассела Хобана, Теодора Фрэнсиса Поуиса, Эрика Стенбока, Уильяма Джерхарди, английскую и шотландскую поэзию XVII—XX веков (Фрэнсис Куорлс, Джереми Тейлор, Роберт Саути, Джеремайя Джозеф Калланан, Джерард Мэнли Хопкинс, Альфред Эдвард Хаусман, Уильям Сутар, Роберт Гариох и др.). Составитель двухтомного собрания драматургии и прозы Мишеля де Гельдерода (2004). Главная переводческая работа Вотрина — поэма шотландского поэта Джеймса Томсона «Город страшной ночи» (М., «Водолей», 2012).

### Отзывы о творчестве
Книги Валерия Вотрина — исключительный поворот в этой литературной ситуации. Он предлагает свой универсум взамен двух уже названных тенденций: коммерческих симулякров и эмпирического (реактивного) «настоящего». Символ, аллегория, притча — на некоторое время оказавшиеся на краю русской словесности интеллектуальные фигуры — снова работают и удивляют в его прозе. Вотрин смог придать этим громоздким, «не помещающимся в лифт» приемам легкость смысловых перемещений, которые выводят из травматизма двух основных событий: осознания себя перед настежь распахнутым миром и мании преследования со стороны собственного недавнего прошлого. — Алексей Парщиков

Валерий Вотрин, родившийся в Ташкенте и живущий ныне в Бельгии, — писатель европейский не по месту своего обитания, но по тому новому, что он вносит в русскую литературу: в его сочинениях постмодернистское смешение стилей и эпох постоянно оборачивается эстетикой средневекового компендиума, всеохватностью готического собора, который представляет на своих витражах все эпохи библейской истории. В этой синтетичности Вотрин наследует традиции великих модернистов Х.Л. Борхеса и Ш.Й. Агнона. Но у Вотрина есть и свой индивидуальный голос, в котором ощутимы теплота, доверие к миру и стремление к четким этическим оттенкам, которому не мешают, а помогают игры слов, стилей и реминисценций из русской литературы XIX-XX вв. — Илья Кукулин

Под стать средневековому компендиуму широк и стилистический диапазон прозы Вотрина: если это абсурд, то от тоталитарной метафизики Кафки до бурлескного изящества Виана, если стилизация под советский быт, то и она простирается от страстной зачарованности «чудиков» Шукшина до коммунальной мистики персонажей Михаила Булгакова… Все это приправлено сюжетами в спектре опять же максимально широком, буквально от Фомы Аквинского до Сигизмунда Кржижановского, но при этом не оставляет ощущения постмодернистской стилистической шершавости, при которой отдельные элементы поэтики и сюжета не до конца притерты друг к другу, а оставлены автором в таком «полуприготовленном» состоянии ради более сильного эффекта. У Вотрина «притертость» полная, ибо, в соответствии со средневековым каноном, его письмо тяготеет к трансцендентному Абсолюту и утверждает Гармонию. При этом стилистическим идеалом его сочинений, кажется, является почти беллетристическая легкость чтения. — Александр Чанцев

### Проза
- Составитель бестиариев. — СПб.: Jaromír Hladík press, 2021. — 248 с. — ISBN 978-5-6046601-8-8
- Логопед. — М.: Новое литературное обозрение, 2012. — 248 с. — ISBN 978-5-444-80028-7
- Последний магог. — М.: Новое литературное обозрение, 2009. — 288 с. — ISBN 978-5-86793-730-0[6]
- Жалитвослов. — М.: Наука, 2007. — 356 с. — (Русский Гулливер). — ISBN 5-02-033872-9

### Переводы
- Хобан, Рассел. Лев Боаз-Яхинов и Яхин-Боазов. Кляйнцайт / Перевод и вступительная статья В. Вотрина. — М.: Додо Пресс, Фантом Пресс, 2019. — 464 с. — (Скрытое золото XX века). — ISBN 978-5-86471-823-0; 978-5-905-40923-3
- Сервис, Роберт. Стихи // Зов Юкона: Избранные стихотворения. — М.: Водолей Publishers, 2018. — 448 с. — ISBN 978-5-91763-409-8
- Томсон, Джеймс (Б. В.). Город страшной ночи / Перевод и вступительная статья В. Вотрина. — М.: Водолей, 2012. — 72 с. — (Пространство перевода). — ISBN 978-5-91763-133-2
- Поуис, Теодор Фрэнсис. Притчи / Перевод и предисловие В. Вотрина. — М.: Коровакниги, 2007. — 286 с. — (Короче). — ISBN 978-5-902945-07-9
- Хаусмен, Альфред Эдуард. Стихи // Избранные стихотворения. — М.: Водолей Publishers, 2006. — 272 с. — ISBN 5-902312-83-3
- Саути, Роберт. На перекрестке дорог: Баллада // Баллады. — М.: Радуга, 2006. — 576 с. — ISBN 5-05-006155-5
- Стенбок, Эрик. Триумф зла. — Тверь: Kolonna publications, 2005. — (Crème de la Crème). — ISBN 5-98144-048-1.

### Составительские и комментаторские работы
- Ефименко, Татьяна. Жадное сердце. Составители В. Вотрин, В. Резвый. Биографический очерк В. Вотрина. — М.: Водолей, 2023. — (Серебряный век. Паралипоменон). — ISBN 978-5-91763-592-7
- Хопкинс, Джерард Мэнли. Избранные стихотворения. Составители В. Вотрин, Е. Витковский. — М.: Водолей, 2017. ISBN 978-5-91763-393-0
- Скалдин, Алексей. Стихи и письма. Подготовка текста, послесловие и комментарии В. Вотрина. // Новый Мир, № 5, 2014.
- Гейнцельман, Анатолий. Столб словесного огня: Стихотворения и поэмы. В 2 т. / Составители В. Вотрин, С. Гардзонио. Под общ. ред. С. Гардзонио. — М.: Водолей, 2012. — (Русская Италия). — ISBN 978-5-91763-087-8
- Семь веков английской поэзии: В 3 т. / Составитель Е. В. Витковский. Научный редактор В. Резвый. Предисловие Е. Витковского. Справки об авторах Е. Витковского, В. Вотрина, А. Прокопьева, В. Резвого, А. Серебренникова. — М.: Водолей Publishers, 2007. — ISBN 978-5-902312-33-8
- Мишель де Гельдерод. Избранные произведения: В 2 т. / Идея проекта, составление и комментарии В. Вотрина. — М.: Аграф, 2004. — ISBN 5-7784-0303-8